# Asthenotricha euchroma
Asthenotricha euchroma är en fjärilsart som beskrevs av Louis Beethoven Prout 1928. Asthenotricha euchroma ingår i släktet Asthenotricha och familjen mätare. Inga underarter finns listade i Catalogue of Life.